# Roch Marcandier
Roch Marcandier, né le 19 janvier 1767 à Guise (Aisne) et mort guillotiné à Paris le 12 juillet 1794, fut un journaliste et pamphlétaire de la Révolution française. Il passa de la défense des Cordeliers au service du ministre girondin Roland, pour adopter enfin une posture violemment anti-robespierriste. Son ouvrage le plus célèbre est l'Histoire des hommes de proie dénonçant les massacres de Septembre. 

## Biographie
Issu d’une famille modeste, son père était chantre de l’église collégiale de Guise. Grâce à une bourse, il poursuivit des études au collège de la ville, où il se forma en langues et mathématiques.
Il se rendit à Paris avant 1789, exerçant d’abord comme correcteur dans une imprimerie, puis chef d’atelier et secrétaire de rédaction. Il travailla avec Camille Desmoulins, un ami de son frère aîné, et contribua à la correction et à la rédaction des Révolutions de France et de Brabant. En 1790, il collabora également à des articles dans l' Ami du Peuple, un journal influencé par les idées de Marat et Fréron, bien qu’il n’appartienne pas au cercle rapproché du premier. Marcandier fut un ardent cordelier, proche du radicalisme populaire défendu par Danton et ses partisans. Après la fusillade du Champ de Mars (17 juillet 1791), où la Garde nationale de La Fayette réprima violemment une manifestation républicaine, il échappa de peu à une arrestation au domicile de Desmoulins.
Sans ressources après cet épisode, il trouva un emploi auprès du député girondin Kersaint, qui le prit comme secrétaire. Il ne garda ce poste que deux mois, avant de se retrouver à nouveau dans la misère. Après l’insurrection du 10 août 1792, il rejoignit le ministère de l’Intérieur dirigé par le Girondin Roland, où il fut employé dans la police. C’est là qu’il prit un tournant radical contre ses anciens compagnons cordeliers, rédigeant plusieurs rapports dénonçant leurs agissements. Le 29 octobre 1792, Roland lut à la Convention une lettre de Marcandier accusant les Cordeliers de préparer de nouveaux massacres et de prétendre agir au nom de Robespierre.
Profondément marqué par les massacres de septembre 1792, Marcandier changea de posture. Dès mai 1793, il lança un journal au titre provocateur  Le Véritable Ami du Peuple, par un S... B... de sans-culotte qui ne se mouche pas du pied, f.., et qui le fera voir.
Il tenta d’adopter le langage d’Hébert et de Marat, afin de mieux les déstabiliser de l’intérieur. Mais son journal ne connut qu’un succès limité : seuls douze numéros parurent entre mai et juillet 1793. Sa femme, Marie Guarnot, qui effectuait les démarches administratives liées au dépôt du journal, fut arrêtée peu après la proscription des Girondins en juin 1793. Grâce au soutien du journaliste girondin Gorsas, Marcandier obtint sa libération en appelant directement à la Convention. Se retrouvant sans appui, Marcandier chercha à se rapprocher des Dantonistes et de Desmoulins après le coup d’État du 2 juin 1793, qui vit l’élimination des Girondins. Mais il se rendit surtout célèbre par la publication d’un pamphlet virulent contre Robespierre : "Fragment de Salluste trouvé dans les papiers de Camille Desmoulins ou Dénonciation qui devait être prononcée à la tribune contre la tyrannie avec quelques petits changements". Ce texte, imprimé au Journal du Matin, compare Robespierre à un nouveau Sylla, dénonçant sa montée en puissance comme un processus tyrannique. Dans une tentative désespérée, Marcandier adressa une lettre à Louis Legendre, député montagnard, afin de dénoncer Robespierre. Mais Legendre la transmit au Comité de Salut public, précipitant son arrestation. Conscient du danger, Marcandier chercha refuge à Guise, chez sa sœur, puis à Paris, chez son frère, répétiteur au collège Louis-le-Grand.
Arrêté en mars 1794, il fut interrogé par le Tribunal révolutionnaire, qui trouva chez lui deux manuscrits incendiaires, "Conjuration de Robespierre" et "Au meurtre, à l’assassin !". Ces textes lui valurent d’être accusé de conspiration contre la République et de collusion avec les Girondins et les royalistes. Il fut condamné à mort et guillotiné le 12 juillet 1794, quelques jours avant la chute de Robespierre.